# Bernard Lubienski
Pour les articles homonymes, voir Łubieński.
Bernard Lubienski, (en polonais: Bernard Alojzy Łubieński) né le 9 décembre 1846 à Guzów et mort le 10 septembre 1933 à Varsovie, était un prêtre catholique polonais, rédemptoriste, missionnaire et écrivain de renom, particulièrement actif en Angleterre puis en Pologne où il réimplanta notamment l'ordre rédemptoriste. Il est reconnu comme vénérable par l'Église catholique. 

## Biographie
Bernard Łubieński est issu de la noblesse polonaise. Il est le deuxième fils d'une fratrie de douze enfants nés dans la famille du comte Tomasz Wentworth Łubieński et de sa femme, Adelajda, née Łempicka. Il passe sa petite enfance dans le foyer d'une pieuse cousine de son père, Maria Łubieńska, mariée avec Felix Szymanowski, dont le fils du même âge, est Théodore de Korwin Szymanowski. tous les deux sont parmi les arrière petits-fils de l'ancien ministre de la Justice dans le duché de Varsovie, Feliks Łubieński. À onze ans, il part avec son frère aîné, Henryk, faire ses études dans le collège catholique d'Ushaw récemment fondé en Angleterre. Après une tentative échouée d'entrer dans la Société de Jésus, en dépit de la désapprobation de son père, il entre à 22 ans chez les rédemptoristes de la communauté de Clapham à Londres. Ordonné prêtre en 1870 à Aix-la-Chapelle, il rentre en Angleterre où il s'occupe des émigrants polonais travaillant aussi en tant que missionnaire à la conversion des Anglais au catholicisme dans le contexte de la récente liberalisation du culte catholique au Royaume-Uni après son interdiction depuis 250 ans. Il lance de nombreuses initiatives et écrit de nombreux ouvrages et brochures dans ce but, tout en collaborant étroitement avec Mgr Robert Coffin, évêque de Southwark. 
En 1882, Bernard Łubieński repart pour la Pologne, pour refonder l'ordre rédemptoriste qui avait été supprimé, comme toutes les congrégations religieuses, dans le grand-duché de Varsovie par Napoléon en 1809 et ensuite par les trois pouvoirs occupants l'ancien territoire de la république des Deux Nations où le catholicisme est persécuté. Il se lance dans ce grand projet sous la tutelle de la province autrichienne de sa congregégation et avec l'aide de son frère, Roger, fondant plusieurs communautés à travers tout le pays, malgré une grave maladie qui le condamne à une paralysie partielle de sa jambe en 1885. Il refuse l'offre du diocèse de Mohilev pour des raisons de santé et du fait qu'il se sent plus à l'aise dans la prédication et comme écrivain. Son handicape ne l'empêche pas de prêcher 508 retraites et d'initier la construction d'environ 54 églises. En plus de ses nombreuses activités, il est reconnu pour sa vie de mortification et de pauvreté, raison pour laquelle il est considéré comme étant mort en odeur de sainteté.

## Béatification
La cause pour la béatification et la canonisation de Bernard Lubienski débute le 2 juin 1961 à Varsovie. L'enquête diocésaine se clôture le 24 novembre 1965 puis est envoyée à Rome pour y être étudiée par la Congrégation des rites. 
En 1982, la dépouille de Bernard Lubienski est transférée dans l'église des rédemptoristes de Varsovie pour être plus accessible à la dévotion des fidèles. 
Le 6 mars 2018, le pape François reconnait que Bernard Lubienski a vécu les vertus chrétiennes à un degré héroïque, lui attribuant ainsi le titre de vénérable. 